# Gymnothorax hubbsi
Gymnothorax hubbsi är en fiskart som beskrevs av Böhlke och Böhlke, 1977. Gymnothorax hubbsi ingår i släktet Gymnothorax och familjen Muraenidae. Inga underarter finns listade i Catalogue of Life.